# Артёмовск (городское поселение)
Город Артёмовск — муниципальное образование со статусом городского поселения в Курагинском районе Красноярского края.
Административный центр — город Артёмовск.
В рамках административно-территориального устройства соответствует административно-территориальной единице город Артёмовск (с подчинённым ему населённым пунктом).

## Население
| 2010  | 2011  | 2012  | 2013  | 2014  | 2015  | 2016  |
| ----- | ----- | ----- | ----- | ----- | ----- | ----- |
| 2184  | ↘2158 | ↘2056 | ↘1975 | ↘1900 | ↘1839 | ↘1779 |
| 2017  |       |       |       |       |       |       |
| ↘1707 |       |       |       |       |       |       |

### Упразднённые населённые пункты
- Стофато — упразднённый в 2001 году посёлок

## Состав
В состав городского поселения входят 2 населённых пункта:
| № | Населённый пункт | Тип населённого пункта        | Население |
| - | ---------------- | ----------------------------- | --------- |
| 1 | Артёмовск        | город, административный центр | ↘1492     |
| 2 | Джебь            | посёлок                       | →2        |

### Упразднённые населённые пункты
- Стофато — упразднённый в 2001 году посёлок[13].

## Местное самоуправление
Дата избрания: 14.03.2010. Срок полномочий: 5 лет. Количество депутатов:  10
Глава муниципального образования
- Мосягина Елена Николаевна. Дата избрания: 14.03.2010. Срок полномочий: 5 лет